# 小行星2252
小行星2252（2252 CERGA）是一颗绕太阳运转的小行星，为主小行星带小行星。该小行星于1978年11月1日发现。
該小行星以位於法國蔚藍海岸天文台的地球動力學與天體測量學研究中心命名。

## 轨道参数
小行星2252的轨道半长轴为2.6162858 UA，离心率为0.071。